# Język tai lue
Język tai lü, tai lue, tai lu – język należący do grupy tajskiej, używany przez grupę etniczną Tai Lue, zamieszkującą południowe Chiny (280 tys.), Birmę (200 tys.), Laos (130 tys.), Tajlandię (83 tys.) i Wietnam (5 tys.).